# Leptogium bullatulum
Leptogium bullatulum är en lavart som beskrevs av Müll. Arg. Leptogium bullatulum ingår i släktet Leptogium och familjen Collemataceae.   Inga underarter finns listade i Catalogue of Life.